# Convento di San Pasquale (Aranjuez)
Il convento di San Pasquale è un convento costruito da Francesco Sabatini, tra il 1765 e  il 1770, per ordine di re Carlo III e situato nella città spagnola di Aranjuez, nella Comunità di Madrid. All'inizio era un convento francescano anche se, dopo la desamortización e per desiderio della regina Isabella II, venne occupato, dal 1858, dalle monache concezioniste francescane. Appartiene al Patrimonio Nazionale, essendo stato dichiarato Bien de Interés Cultural nel 1999.

## Descrizione

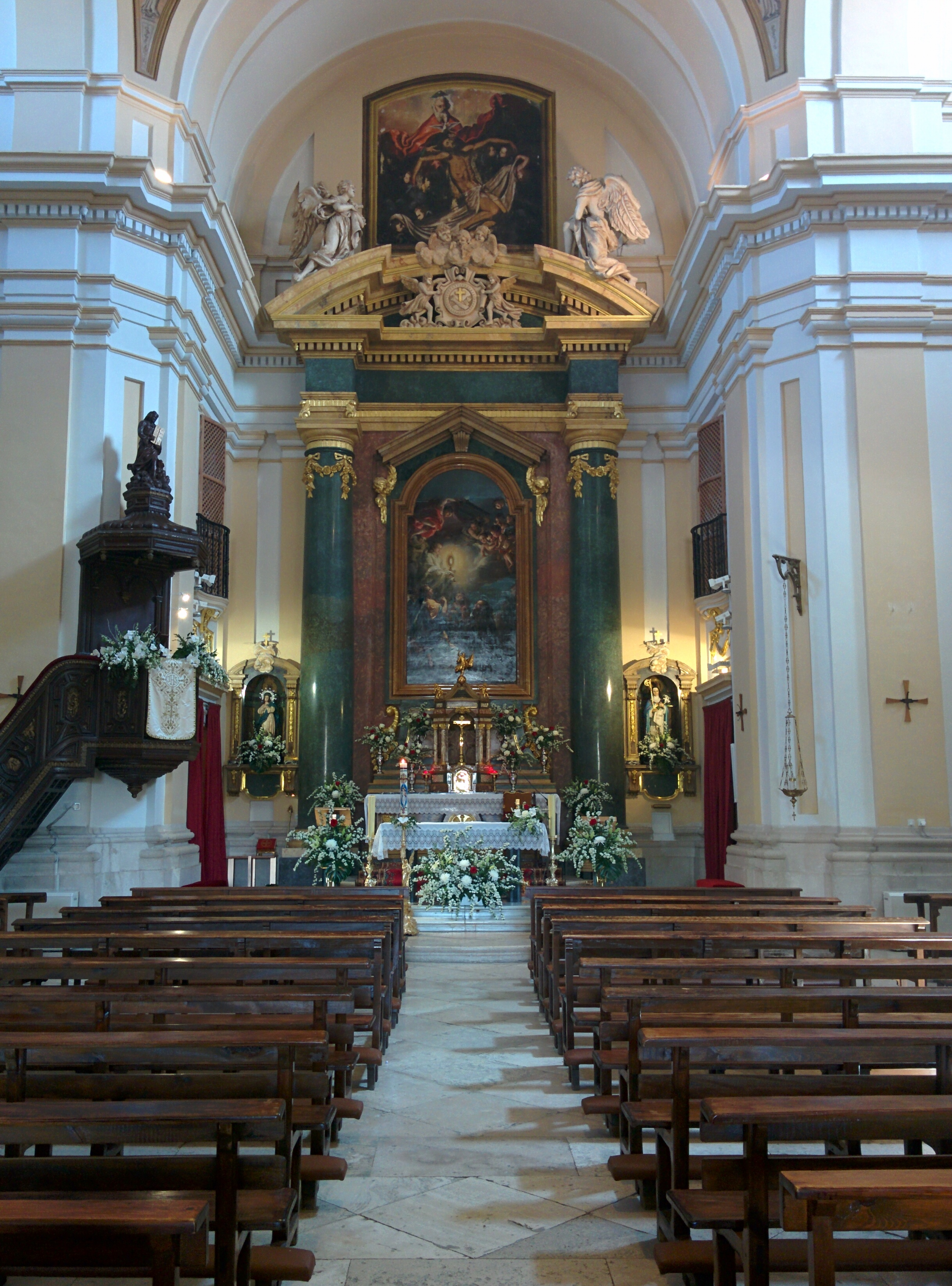
Interno della chiesa

Con facciata neoclassica, contornata da due torri e numerosi pilastri, questo imponente edificio si trova di fronte all'Antico Ospedale di Sant Carlo. Con pianta a croce latina e con numerose cappelle, la chiesa ha, sull'altare maggiore, una pala di Anton Raphael Mengs rappresentante San Pasquale Baylón mentre adora il Santissimo Sacramento. L'altare, in precedenza, era adornato con tele di  Giambattista Tiepolo, ma col mutare dei gusti vennero ritirate senza molta considerazione e si danneggiarono. Quasi tutto ciò che rimane è conservato nel Museo del Prado di Madrid. Anche le altre tele del veneziano nelle cappelle della chiesa furono rimosse per ordine di Carlo III e sostituite con dipinti di Francisco Bayeu e Mariano Salvador Maella, persi nell'assalto al convento durante la guerra civile spagnola. 
Con la fine della guerra civile, il convento fu utilizzato prima come campo di concentramento e poi come prigione per la Prima Regione Militare dell'Esercito di Occupazione. In seguito fu utilizzato come Carcere Speciale Femminile diretto da Josefa Rojas Goñi, della direzione del carcere di Oropesa.